# 遠野テレビ
株式会社遠野テレビ（とおのテレビ）は、岩手県遠野市にある第三セクターのケーブルテレビ事業者である。遠野市が設置している「遠野市ケーブルテレビジョン放送施設」によりサービスを実施している。

## 所在地
- 岩手県遠野市松崎町白岩字薬研淵1-2

## サービスエリア
- 岩手県遠野市全域
  - 2005年（平成17年）10月1日以前の旧・遠野市であった地域はHFC方式の施設であり、旧・宮守村であった地域はFTTH方式の施設である[4]。

## 沿革
- 2000年（平成12年）8月1日 - 会社設立[2]。
- 2001年（平成13年）4月 - 開局[2]。
- 2005年（平成17年）10月1日 - 旧・遠野市と旧・宮守村合併により、新・遠野市となる。合併協議会においては、合併後の早期に旧・宮守村地域にケーブルテレビを整備すべきものとして協議された[5]。
- 2007年（平成19年） - 宮守町（旧・宮守村地域）サービス開始[6]。
- 2008年（平成20年）4月 - 住田町地域情報通信基盤施設（住田テレビ）に対してテレビ放送の信号供給を開始[7]。2007年に遠野市と住田町が締結した地デジ化対応連携のため有線テレビジョン放送施設を共用する利用協定に基づくもの[8]。
- 2010年（平成22年）4月1日 - デジタル自主放送・データ放送開始[9]。

## 主な放送チャンネル

### テレビ局
| デジタル     | 放送局                   |
| ------------ | ------------------------ |
| 011          | NHK盛岡総合              |
| 021          | NHK盛岡教育              |
| 041          | テレビ岩手               |
| 051          | 岩手朝日テレビ           |
| 061          | IBC岩手放送              |
| 081          | 岩手めんこいテレビ       |
| 101          | 行政・お天気チャンネル   |
| 111          | 遠野テレビ               |
| 2K BS放送    |                          |
| 101          | NHK BS                   |
| 141          | BS日テレ                 |
| 151          | BS朝日                   |
| 161          | BS-TBS                   |
| 171          | BSテレ東                 |
| 181          | BSフジ                   |
| 191          | WOWOWプライム            |
| 192          | WOWOWライブ              |
| 193          | WOWOWシネマ              |
| 200          | BS10                     |
| 201          | BS10スターチャンネル     |
| 211          | BS11デジタル             |
| 222          | TwellV                   |
| 231          | 放送大学テレビ           |
| 4K 8K BS放送 |                          |
| 101          | NHK BSプレミアム4K       |
| 141          | BS日テレ 4K              |
| 151          | BS朝日 4K                |
| 161          | BS-TBS 4K                |
| 171          | BSテレ東 4K              |
| 181          | BSフジ 4K                |
| CS放送       |                          |
| 581          | キッズステーションHD     |
| 531          | J sports 1HD             |
| 532          | J sports 2HD             |
| 536          | 日テレジータスHD         |
| 550          | 映画・チャンネルNECOHD   |
| 551          | ファミリー劇場HD         |
| 552          | 日本映画専門チャンネルHD |
| 553          | 時代劇専門チャンネルHD   |
| 556          | ムービープラスHD         |
| 570          | スペースシャワーTVHD     |
| 581          | キッズステーションHD     |
| 582          | アニマックスHD           |
| 594          | TBS NEWSHD               |
| 700          | えんてれ                 |
| 763          | 衛星劇場                 |
| 810          | グリーンチャンネル1      |
| 811          | グリーンチャンネル2      |

- 地上デジタル放送はSTBと市販対応テレビ等で視聴可能

### ラジオ局
| MHz  | 放送局             |
| ---- | ------------------ |
| 79.0 | *IBC岩手放送ラジオ |
| 79.5 | *NHK盛岡第1        |
| 80.0 | *NHK盛岡第2        |
| 80.7 | FM岩手             |
| 84.5 | NHK盛岡FM          |

- *印はAMをFMに変換して放送。

## 通信サービス等
- インターネット接続サービス
- 加入者間のみの無料通話の電話サービスがある。
- 音声告知放送があり、その端末機は電話の接続器ともなっている。